# Anne Bonzon
Pour les articles homonymes, voir Bonzon.
Anne Bonzon née Leizerovici en 1963, est une historienne française et professeure à l'université Paris 8. Elle est spécialiste de l'histoire sociale et religieuse des XVIe et XVIIe siècles.

## Biographie
Anne Bonzon intègre l’École normale supérieure de Saint-Cloud en 1984. Elle obtient l'agrégation d'histoire en 1987. Sa thèse de doctorat, soutenue en 1996 sous la direction de Marc Venard, est publiée sous le titre L’esprit de clocher. Prêtres et paroisses dans le diocèse de Beauvais (1535-1650) en 1999, et a obtenu le prix Afforty en 2000.
Après avoir enseigné au lycée Jean-Vilar de Meaux de 1988 à 1996, elle obtient un poste de maître de conférences à l'université Lille-III en 1996, puis en 2008, de maître de conférences à l'université Paris-VIII, dont elle a codirigé le département d'histoire de 2012 à 2014. Elle obtient une délégation CNRS en 2010-2011.
Elle est secrétaire générale de la Société d’histoire religieuse de la France, membre du conseil d’administration de la Société d’histoire moderne et contemporaine, du comité de rédaction de la Revue d'histoire moderne et contemporaine, et du Comité des travaux historiques et scientifiques (section histoire du monde moderne, de la Révolution française et des révolutions).

## Publications

### Ouvrages
- La religion dans la France moderne, en collaboration avec Marc Venard, Paris, Hachette, 1998 ; rééd. 2008.
- L’esprit de clocher. Prêtres et paroisses dans le diocèse de Beauvais (1535-1650), Paris, Le Cerf, 1999, 527 p.
- Dictionnaire de la France moderne, en collaboration avec Katia Béguin et Jean-Yves Grenier, Paris, Hachette, 2003.
- (dir.) La paroisse urbaine du Moyen Age à nos jours, Paris, éd. du Cerf, 2014, en collaboration avec Philippe Guignet et Marc Venard.
- (dir.) Justices croisées. Histoire et enjeux de l'appel comme d'abus (XIVe – XVIIIe siècle), Rennes, Presses universitaires de Rennes, 2021, en collaboration avec Caroline Galland.
- La paix au village. Clergé paroissial et règlement des conflits dans la France d'Ancien Régime, Ceyzérieu, Champ Vallon, 2022.

### Articles
- « Entre conciliation et arbitrage : le rôle du clergé catholique dans la résolution des différends (France, XVIIe – XVIIIe siècles) », Annuaire Droit et Religions, vol. 9, 2017-2018, p. 433-444.
- « De Rome au royaume de France : patronages, inscriptions spatiales et médiations sociales (XVIe-XVIIIe s.). Introduction au dossier « France », dans Stéphane Baciocchi et Christophe Duhamelle (dir.), Reliques romaines. Invention et circulation des corps saints des catacombes à l’époque moderne , Rome, École française de Rome, 2016, p. 413-458, en collaboration avec Stéphane Baciocchi et Dominique Julia.
- « Autour de Montpellier : reliques romaines et reconquête catholique aux XVIIe et XVIIIe siècles », Ibid., p. 459-484.
- « La relique des faubourgs : les augustins déchaussés de Rouen et le corps de sainte Colombe », Ibid., p. 501-517.
- « Justice personnelle, justice institutionnelle et pacification : l’action des lazaristes aux XVIIe et XVIIIe siècles », La vengeance en Europe 1200-1800, dans Claude Gauvard et Andréa Zorzi (éd.), La vengeance en Europe 1200-1800, Paris, Publications de la Sorbonne, 2015, p. 287-306.
- « Les péchés du juge au XVIIe siècle : la vision des prédicateurs », dans Benoît Garnot et Bruno Lemesle (éd.), La justice entre droit et conscience du XIIIe au XVIIIe siècle, Dijon, EUD, 2014, p. 82-92.
- « La relique des faubourgs : les augustins déchaussés de Rouen et le corps de sainte Colombe », Revue du Nord, no 400-401, avril-septembre 2013.
- « Les curés médiateurs sociaux : genèse et diffusion d’un modèle dans la France du XVIIe siècle », Revue d’Histoire de l’Église de France, 2011, t. 97, no 238, p. 35-56.
- « Le miracle de Marseille-en-Beauvaisis (XVIe siècle) et sa fonction dans l’histoire locale », dans C. Marchal et M. Tramaux (éd.), Le miracle de Faverney, Besançon, Presses universitaires de Franche-Comté, 2010, p. 65-79.
- « Sociologie religieuse et histoire sociale : la paroisse », dans Ph. Büttgen et Chr. Duhamelle (dir.) : Religion ou confession. Un bilan franco-allemand sur l’époque moderne (XVIe – XVIIIe siècles), Paris, éd. de la Maison des sciences de l’homme, 2010, p. 373-392.
- « Les régentes du diocèse de Châlons et leur formation religieuse », dans J.F. Condette (dir.) : Éducation, religion, laïcité (XVIe – XXe siècles). Continuités, tensions et ruptures dans la formation des élèves et des enseignants, Lille, CEGES, 2010, p. 57-72.